# I. liga 1966-1967
L'edizione 1966/67 del campionato cecoslovacco di calcio vide la vittoria finale dello Sparta ČKD Praga.
Capocannoniere del torneo fu Jozef Adamec dello Spartak Trnava con 21 reti.

## Classifica finale
|    | Classifica                        | G  | V  | N | P  | GF | GS | DR  | Pti |
| -- | --------------------------------- | -- | -- | - | -- | -- | -- | --- | --- |
| 1  | Sparta ČKD Praga                  | 26 | 18 | 3 | 5  | 53 | 21 | +32 | 39  |
| 2  | Slovan CHZJD Bratislava           | 26 | 14 | 7 | 5  | 33 | 17 | +16 | 35  |
| 3  | Spartak Trnava                    | 26 | 16 | 2 | 8  | 53 | 26 | +27 | 34  |
| 4  | Dukla Praga                       | 26 | 15 | 3 | 8  | 52 | 27 | +25 | 33  |
| 5  | Slavia Praga                      | 26 | 12 | 6 | 8  | 39 | 37 | +2  | 30  |
| 6  | Jednota Trenčín                   | 26 | 11 | 7 | 8  | 40 | 29 | +11 | 29  |
| 7  | Jednota Žilina                    | 26 | 9  | 8 | 9  | 43 | 41 | +2  | 26  |
| 8  | VSS Košice                        | 26 | 9  | 6 | 11 | 27 | 26 | +1  | 24  |
| 9  | Sklo Union Teplice                | 26 | 9  | 4 | 13 | 23 | 36 | -13 | 22  |
| 10 | Internacionál Slovnaft Bratislava | 26 | 9  | 3 | 14 | 36 | 36 | 0   | 21  |
| 11 | Bohemians ČKD Praga               | 26 | 8  | 4 | 14 | 24 | 52 | -28 | 20  |
| 12 | Lokomotíva VSŽ Košice             | 26 | 6  | 6 | 14 | 16 | 46 | -30 | 18  |
| 13 | Spartak ZJS Brno                  | 26 | 7  | 3 | 16 | 24 | 49 | -25 | 17  |
| 14 | Spartak Hradec Králové            | 26 | 5  | 6 | 15 | 28 | 48 | -30 | 16  |

## Verdetti
- Sparta ČKD Praga campione di Cecoslovacchia 1966/67.
- Sparta ČKD Praga ammessa alla Coppa dei Campioni 1967-1968.
- Spartak ZJŠ Brno e Spartak Hradec Králové retrocesse.